# 고시지마 도시코
고시지마 도시코(일본어: 越島 稔子, 1980년 ~)는 일본의 가수로 일본의 2인조 혼성 일렉트로니카 그룹인 capsule의 멤버이며, capsule 내에서 보컬을 맡고 있다. '고시지마 도시코'라는 이름 자체는 본명이나, 보통은 이름을 원래의 한자 표기 대신에 히라가나로 표기하고 있으며, 팬들 사이에서는 콧시(일본어: こっし)나, 코시코라는 별명으로 자주 불린다. capsule의 또 다른 멤버인 나카타 야스타카와는 같은 이시카와현의 가나자와시 출신이며, 고등학교 시절의 동문이다. 음악적인 활동은 이미 capsule이 결성된 1997년부터 시작하였으나, 정식 데뷔는 2001년에 이루어졌다.